# 雨上がり (レミオロメンの曲)
「雨上がり」（あめあがり）は、日本のロックバンド・レミオロメンのインディーズ1作目のシングル。

## 概要
- 初のシングル作品。
- オリコンチャート初登場43位を獲得。初のトップ50入りを果たした。
- ミニアルバム「フェスタ」とともに現在新品購入可能な貴重なCDである

## 収録曲
1. 雨上がり [4:44]
作詞・作曲：藤巻亮太
編曲：レミオロメン
この楽曲について藤巻は「神社の母屋を借りていた時の3人の気持ちが固まったからこそ出た音」と語っている[1]。
2. 昭和 [3:18]
作詞・作曲：藤巻亮太
編曲：レミオロメン

## 参加ミュージシャン
レミオロメン
- 藤巻亮太
- 神宮司治
- 前田啓介

サポートミュージシャン
- 吉田誠：Computer Manipulated

## ヘビーローテーション/パワープレイ
- スペースシャワーTV 2003年5月度POWER PUSH!(#1)
- FM802 2003年5月度ヘビーローテーション(#1)[2]

## 収録アルバム
- 朝顔 (#1,2)
- レミオベスト (#1)
- 802 HEAVY ROTATIONS〜J-HITS COMPLETE'01〜'03 (#1)

## カバー
- 藤巻亮太 - 2019年4月3日リリースの「RYOTA FUJIMAKI Acoustic Recordings 2000-2010」で2曲目の「昭和」をセルフカバー。